# Mus haussa
Mus haussa is een knaagdier uit het geslacht Mus dat voorkomt van Senegal en Zuid-Mauritanië tot Nigeria en Zuid-Niger. Deze soort lijkt zeer sterk op Mus tenellus; mogelijk is dat dezelfde soort. Het karyotype bedraagt 2n=31-34, FN=38.